# Мослемабад (Марказі)
Мослемабад (перс. مسلم اباد) — село в Ірані, у дегестані Баят, у бахші Новбаран, шагрестані Саве остану Марказі. За даними перепису 2006 року, його населення становило 98 осіб, що проживали у складі 37 сімей.

## Клімат
Середня річна температура становить 12,45 °C, середня максимальна – 31,76 °C, а середня мінімальна – -9,45 °C. Середня річна кількість опадів – 265 мм.
| Клімат поселення                              | Клімат поселення | Клімат поселення | Клімат поселення | Клімат поселення | Клімат поселення | Клімат поселення | Клімат поселення | Клімат поселення | Клімат поселення | Клімат поселення | Клімат поселення | Клімат поселення | Клімат поселення |
| Показник                                      | Січ.             | Лют.             | Бер.             | Квіт.            | Трав.            | Черв.            | Лип.             | Серп.            | Вер.             | Жовт.            | Лист.            | Груд.            |                  |
| Середній максимум, °C                         | 6,84             | 8,42             | 13,34            | 19,54            | 24,36            | 30,33            | 31,76            | 31,24            | 26,59            | 20,49            | 13,71            | 7,72             |                  |
| Середня температура, °C                       | −1,3             | 0,29             | 5,19             | 11,40            | 16,22            | 22,19            | 25,76            | 25,22            | 20,56            | 14,49            | 7,72             | 1,70             |                  |
| Середній мінімум, °C                          | −9,45            | −7,86            | −2,95            | 3,26             | 8,08             | 14,05            | 19,74            | 19,21            | 14,56            | 8,47             | 1,68             | −4,3             |                  |
| Норма опадів, мм                              | 36               | 36               | 47               | 36               | 29               | 4                | 1                | 1                | 0                | 13               | 24               | 38               |                  |
| Середньомісячна швидкість вітру, м/с          | 1.48             | 2.10             | 3.17             | 3.12             | 2.77             | 2.67             | 2.79             | 2.61             | 2.39             | 2.29             | 1.91             | 1.83             |                  |
| Середньомісячна сонячна радіація, кДж/м²·день | 8854             | 11711            | 14257            | 17938            | 22028            | 26344            | 25752            | 23621            | 20114            | 14624            | 10614            | 8505             |                  |
| --------------------------------------------- | ---------------- | ---------------- | ---------------- | ---------------- | ---------------- | ---------------- | ---------------- | ---------------- | ---------------- | ---------------- | ---------------- | ---------------- | ---------------- |
| Джерело:                                      |                  |                  |                  |                  |                  |                  |                  |                  |                  |                  |                  |                  |                  |